# مواد اولیه قالی‌بافی
برای قالی بافی از انواع الیاف و مواد اولیه طبیعی بهره می برند. این مواد اولیه می توانند منبع گیاهی یا حیوانی داشته باشند. در این مقاله به شرح برخی از آنها پرداخته می شود.

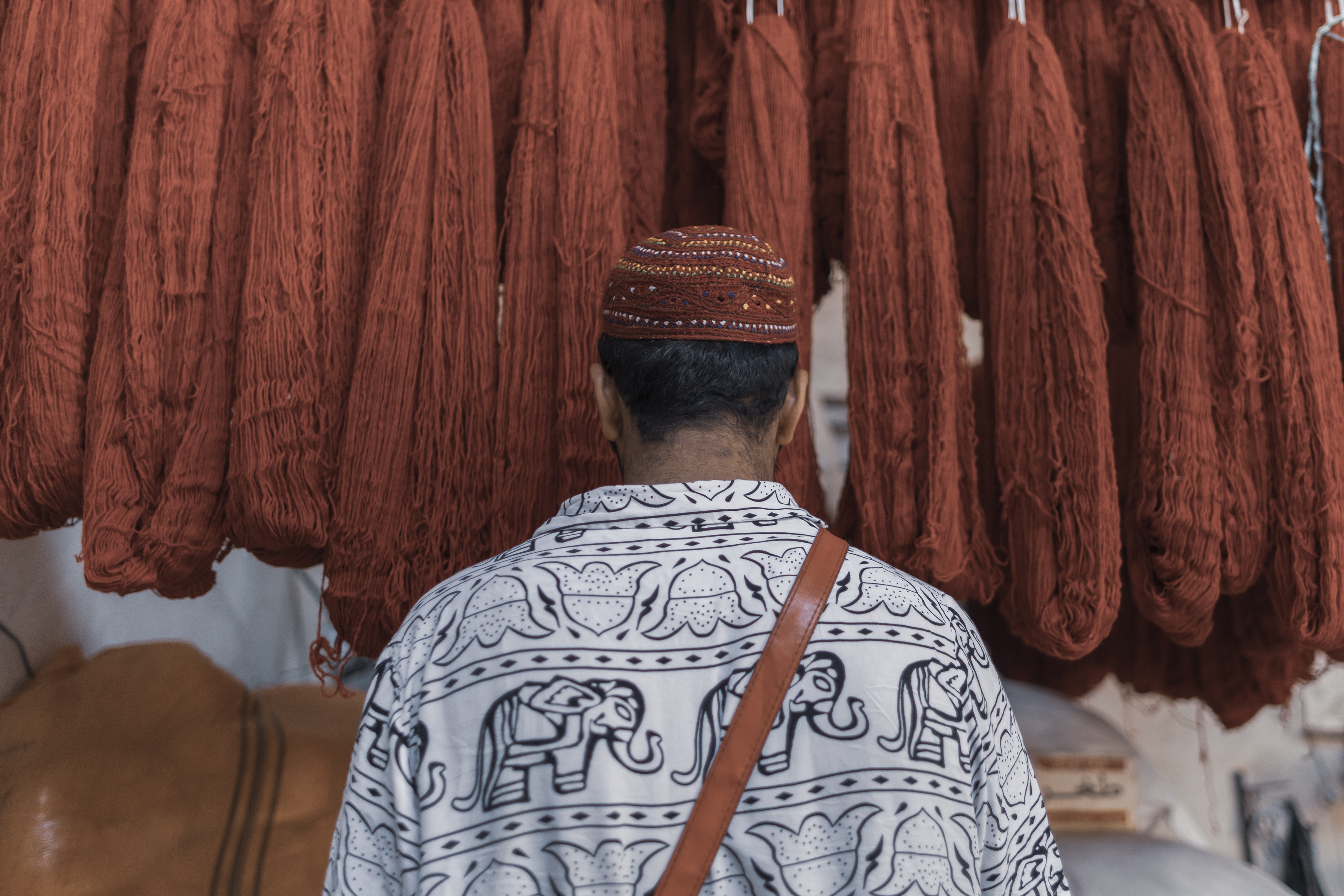
گردشگر با لباس محلی ایستاده در کنار یک کارگاه رنگرزی - بازار تبریز

## پشم
در دامنهٔ کوه‌های البرز ورشته کوه زاگرس به ویژه در نواحی سنندج و کرمانشاه و نواحی شمال خراسان وبلوچستان و نقاط مرکزی ایران گوسفند‌هایی پرورش می‌یابند که پشم‌های مرغوب آن‌ها در تهیهٔ فرش‌های با دوام و مناسب به کار می‌روند. نژادهای معروف گوسفندان ایران عبارت انداز:

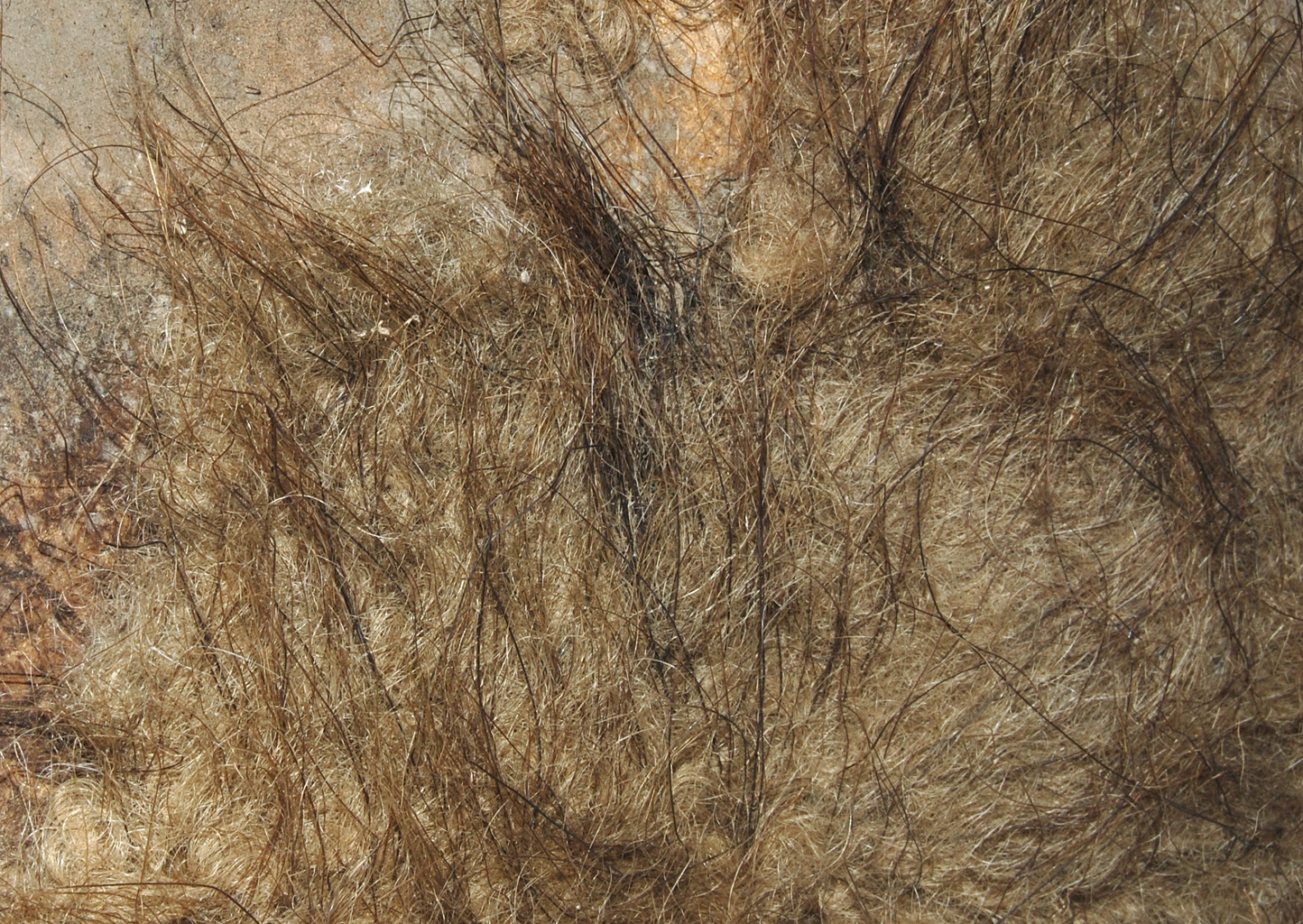
پشم گوسفند

بیشتر گوسفندان ایران از نوع نژادهایی با پشم ضخیم هستند و متجاوز از ۶۵٪ تا ۷۰٪ پشم آن‌ها از نوع هتروتیپ است. بر اثر این کیفیت تار پشم زبرتر، ضخیم‌تر و مستحکم تر بوده و برای قالی بافی کاملاً مناسب است. قطر تار پشم نژادهای گوسفندان ایران بین ۳۵ تا ۵۰ میکرون {۳۵تا۵۰میلی‌متر} و طول آن‌ها حتی تا ۳۸ سانتی‌متر نیز می‌رسد. گوسفندانی که در کوهستان و هوای معتدل پرورش می‌یابند نسبت به گوسفندان نقاط پست و مرطوب پشم‌های مرغوب‌تری تولید می‌کنند. همچنین پشم‌هایی که در فصل بهار چیده شده باشند کیفیت بهتری نسبت به پشم‌های پاییزه دارند. پشم‌های سفید رنگ خاصیت رنگ‌پذیری بهتری نسبت به سایر پشم‌ها دارند. ناگفته نماند رنگ پشم گوسفندان نژاد سفید کاملاً سفید روشن نیست بلکه درحقیقت نخودی و یا زرد روشن است. تنها پشم برخی از نژادها مانند گوسفندان سیستانی به‌طور کامل سفید و براق هستندکه بعد از رنگرزی شفافیت و جلوهٔ خاصی پیدا می‌کنند.قطر پشم‌های مناسب برای قالی بافی درحدود۳۰تا۴۰میکرون است. از پشم معمولاً پرز یا گوشت فرش بافته می‌شود ولی بافندگان ایلیاتی مانند قشقایی‌ها، بلوچ‌ها، تراکمه و طوایف لر تارو پود فرش‌های خود را نیز از پشم انتخاب می‌کنند. به ندرت درگذشته نیز برخی از فرش‌های همدانی و بلوچی با پشم شتر بافته می‌شد. به جز فرش‌های ابریشم تقریباً در تمام مراکزبافندگی ایران شیرازه‌های فرش را از جنس پشم انتخاب می‌کنند. البته در فرش‌های لری و بلوچی گاهی از موی بز برای این منظور استفاده می‌کنند. در موارد معدودی درگذشته برخی از سوداگران و قالی بافان متقلب از الیاف سلولزی پشم نما مانند کوپرآمونیوم ویسکوز یا پشم‌های نامرغوبی که از صورت نخ خارج شده و دوباره رشته شده بودند یا از پشم مردار دربافت فرش استفاده می‌کردند. پشمی که از گوسفند چیده می‌شوددارای مواد خارجی است که قبل از ریسندگی باید آن‌ها را از پشم جدا کرد. این مواد عبارت انداز:چربی پشم(لانولین) که عامل جلوگیری از شکستن الیاف می‌باشد و در پوست حیوان تولید می‌شود رطوبت ناشی از ادرار و عرق بدن حیوان که درروی پشم خشک شده و حاوی املاح و پتاسیم وسدیم و اسیدهای معدنی و آلی است و همچنین شن و خاک و خاشاک و سوخته‌های داغ و باقی ماندهٔ روغن‌ها و مرهم‌هایی که برای التیام زخم بر روی بدن حیوان مالیده‌اند. برای جداکردن این مواد باید الیاف پشم را شستشو داد. بعد از این عمل باید آب پشم را با دقت گرفته و در مکانی کاملاً تمیز به صورت یکنواخت خشک شود. پس از این مرحله پشم‌ها را می‌ریسند و سپس کلاف‌های حاصله را در کارگاه رنگرزی به رنگ‌های مورد نظر درمی‌آورند. پشم‌های دست ریس بیشتر در روستا‌ها و مراکز قالی بافی ایلیاتی تهیه می‌شود.

## کرک
کرک یکی از مواد تشکیل دهندهٔ قالی‌های ظریف و نسبتاً گران‌قیمت است. کرک دراصطلاح به پشم‌های نرمی که روی بدن گوسفند و بز و شتر روئیده می‌شود و به هنگام شانه کردن بدن این حیوانات بین دندانه‌های شانه گیر می‌کنند، گفته می‌شود. پشم‌های ظریف خارجی مانند مرینوس هستندکه پرز این قبیل قالیچه‌ها را تشکیل می‌دهند.

## پنبه

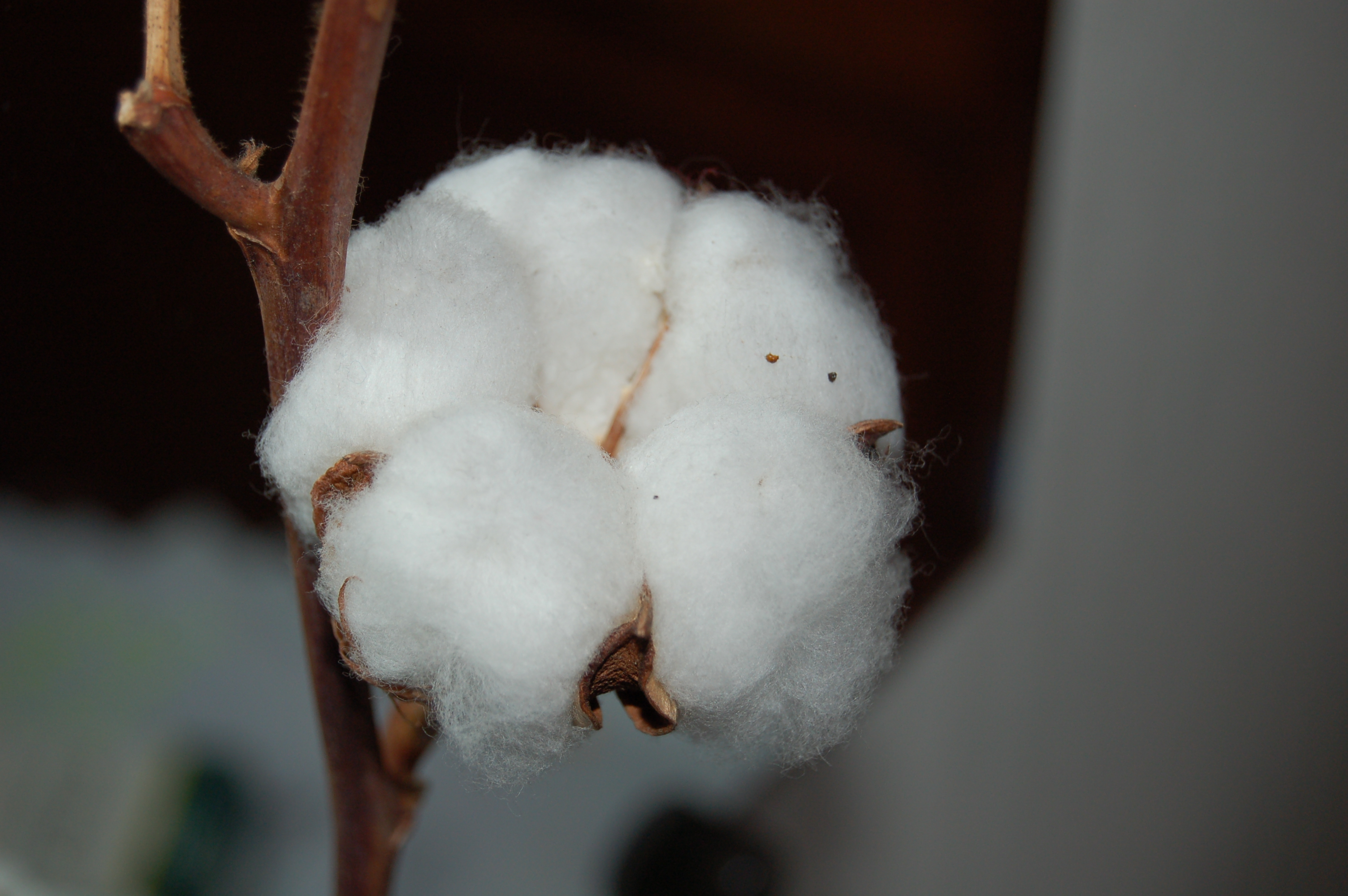
گل پنبه

تار و پود بیشتر فرش‌های ایران از پنبه است. یکی از امتیازات رشته‌های پنبه‌ای نسبت به انواع پشمی آن این است که چون آفت بیدبه خوردن آن علاقه‌ای ندارد فرش‌هایی که تار و پود آن‌ها از پنبه می‌باشد در صورتی که درمعرض بیدخوردگی قرارگیرند تنها پرز آن‌ها از بین می‌رود و سوراخ یا حفره‌ای در آن‌ها ایجاد نمی‌شود در نتیجه به آسانی میتوان طبقهٔ جدیدی از پرز را از طریق پره زدن بر روی شبکهٔ تار و پود فرش که سالم باقی مانده‌است به وجود آورد. از ویژگی‌های مهم الیاف پنبه استحکام آن است. الیاف پنبه به دلیل خاصیت کششی کمتری که درمقایسه باالیاف پشمی دارند برای تار و پود قالی مناسب تر هستند. طول و قطر الیاف پنبه باتوجه به نوع وشرایط اقلیمی کشت آن متفاوت است و هر چه طول بیشتر و قطر نازک تری داشته باشند مرغوب ترند. پنبهٔ ایران با خصوصیات ویژه‌ای که دارد برخلاف عدم قابلیتش برای بافت پارچه‌های ظریف و برای تار و پود فرش‌های درشت بافت بسیار مناسب است برخلاف آنکه برای بافت پارچه‌های ظریف مناسب نیست. از الیاف پنبه‌ای نمی‌توان برای پرز قالی استفاده کرد. در موارد بسیار نادری دیده شده‌است که پنبه را براق و ابریشم نماکرده و فرش‌های ابریشمی تقلبی ازآن بافته‌اند. گاهی برای پودگذاری به جای پنبه از الیاف ویسکوز نیز استفاده می‌شود. برای تشخیص پنبه ازویسکوز،بهترین روش این است که الیاف مشکوک را در آب خیس کنند. الیاف ویسکوز بعد از این عمل به راحتی پاره می‌شوند در حالی که پنبه مقاومت بیشتری از خود نشان می‌دهد.

## ابریشم

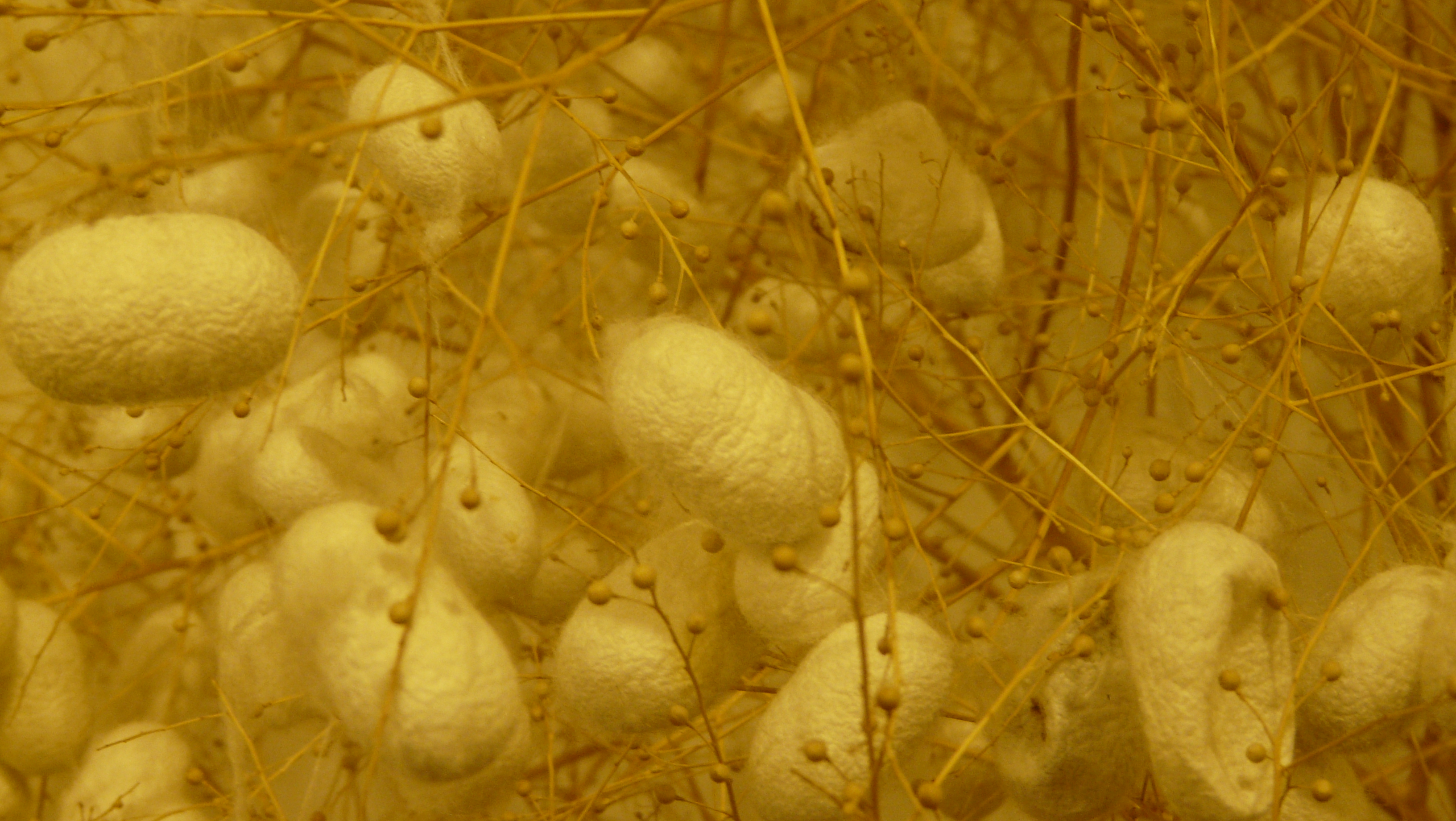
پیله کرم ابریشم

الیاف ابریشم یا از پیلهٔ کرم ابریشم به دست می‌آیند یا به صورت مصنوعی تولید می‌شوند. الیاف ابریشمی در نسبت مساوی به قطر به مراتب مستحکم تر از الیاف پشمی هستند. گاهی از ابریشم برای برق و جلا دادن و برجسته نشان دادن طرح ونقش استفاده می‌کنند. ازجمله فرش گل ابریشم نائین، کاشان، تبریز و بیرجند. یا اینکه به عنوان تار و پود آن را بکار می‌برند مانند: قالیچه‌های چله ابریشمی اصفهانی. معمولاً نسبت وزنی تار و پود پرز در فرش‌های ابریشمی باتوجه به نوع بافت به شرح زیراست:تار۱۲–۲۰٪,پود۱۰–۱۸٪,پرز۵۰–۷۰٪. به عنوان یک قاعدهٔ کلی می‌توان گفت که ازکل وزن فرش ۱۵٪آن تار۱۵٪وزن پودو۷۰٪مربوط به وزن پرز فرش است.

## نگارخانه

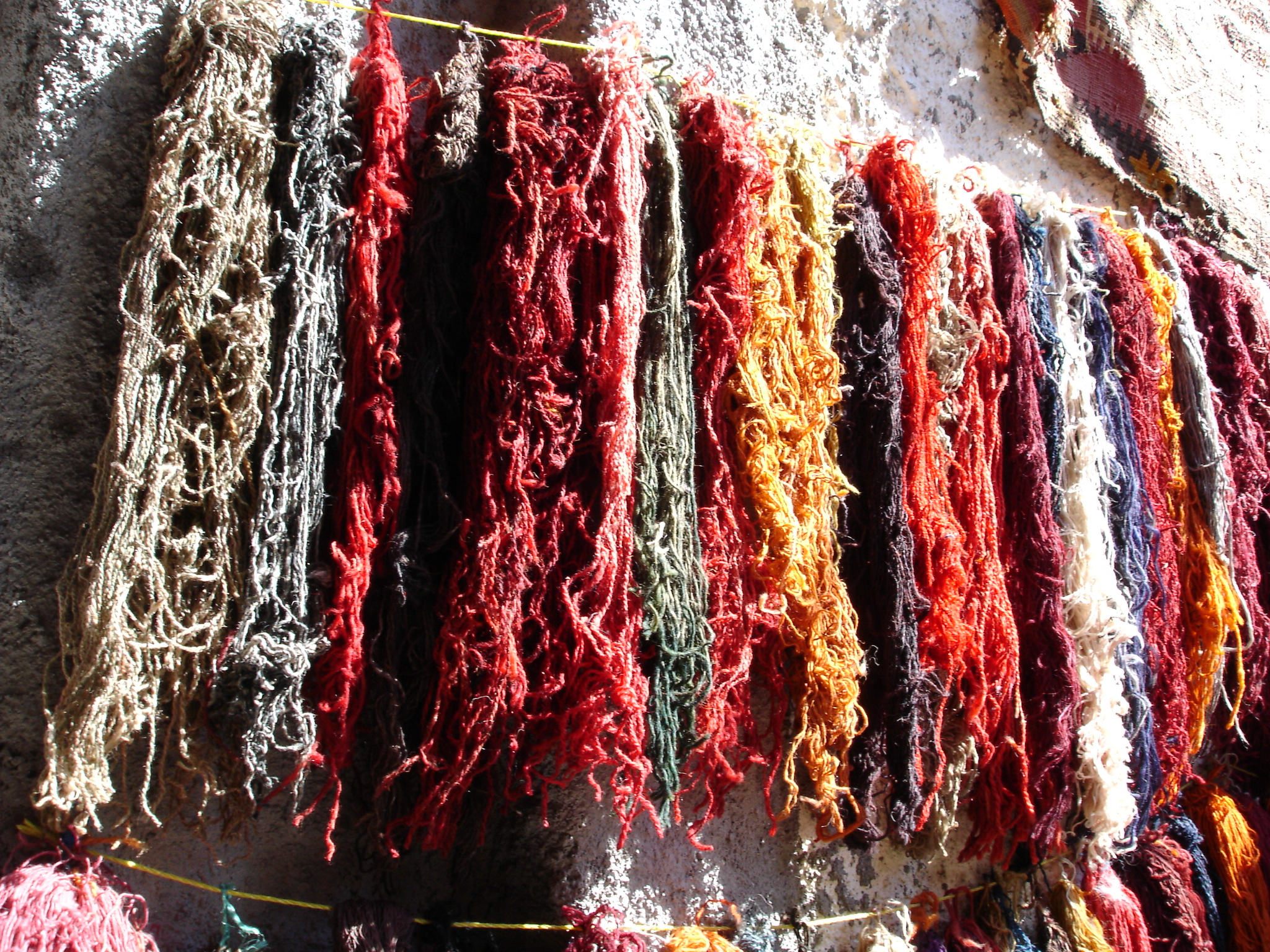
پشم ریسیده شده
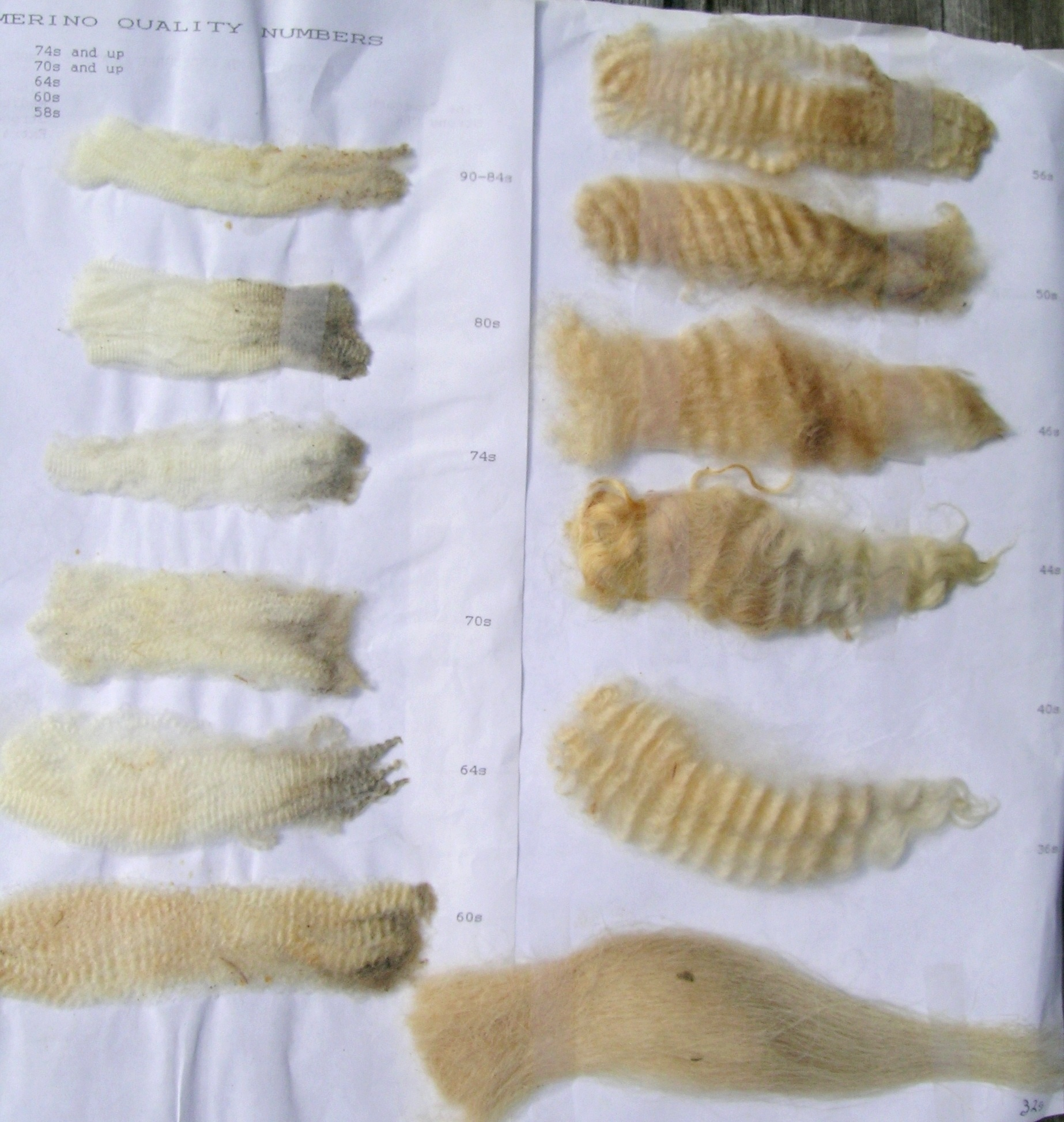
انواع پشم
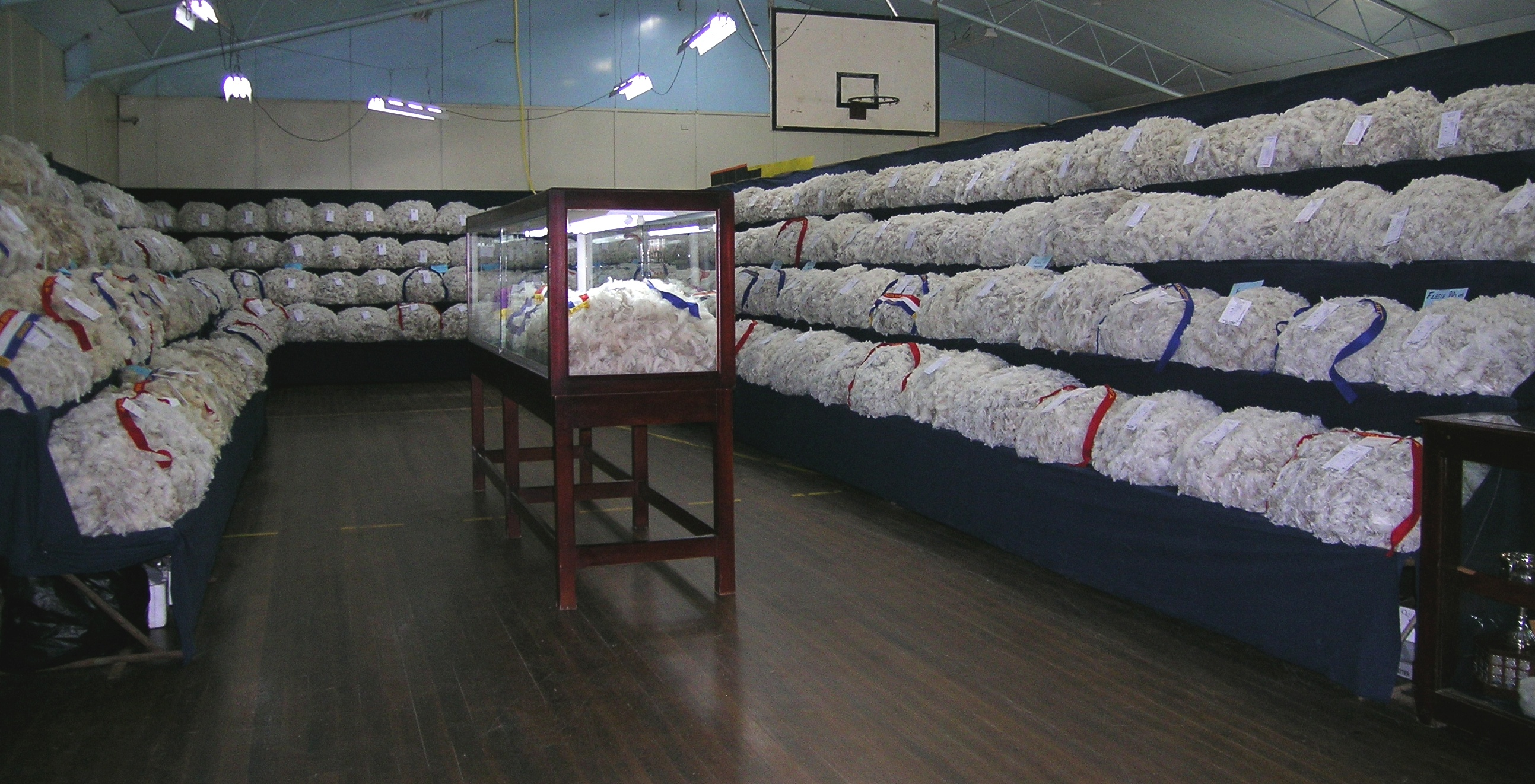
محل نگهداری پشم
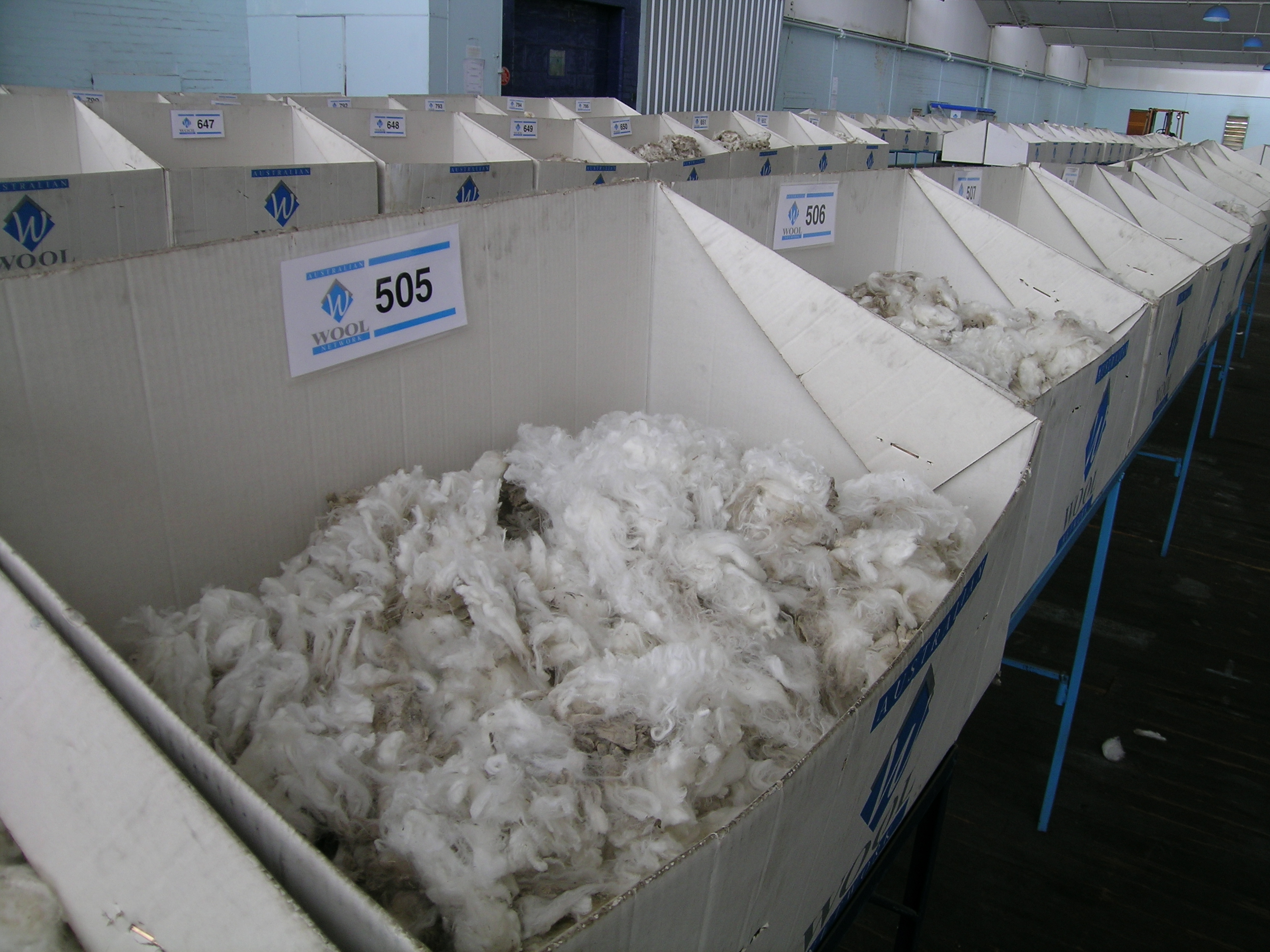
محل نگهداری پشم
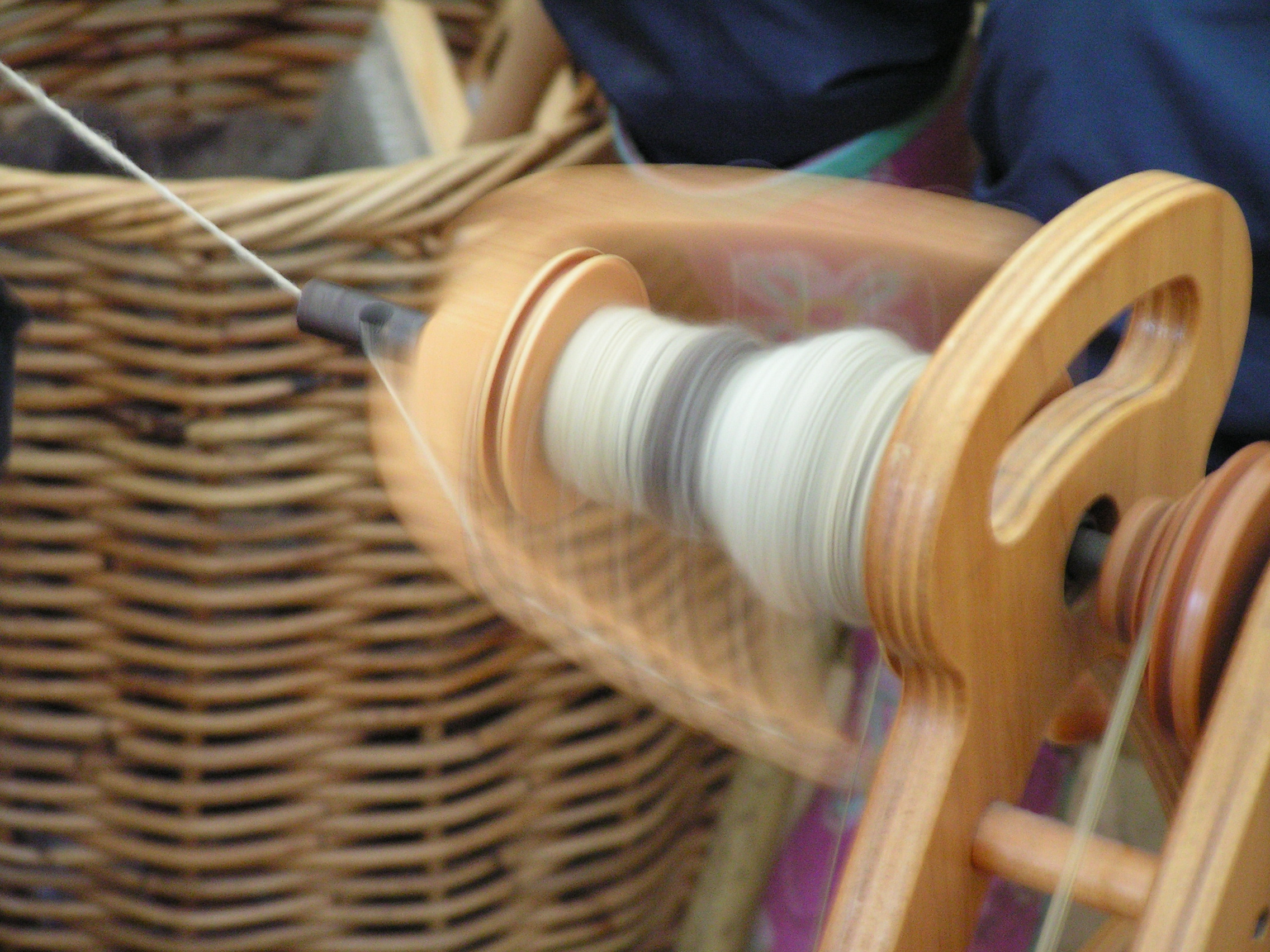
ریسندگی پشم
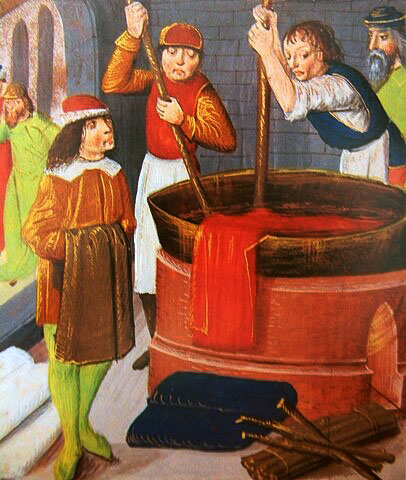
رنگرزی پشم
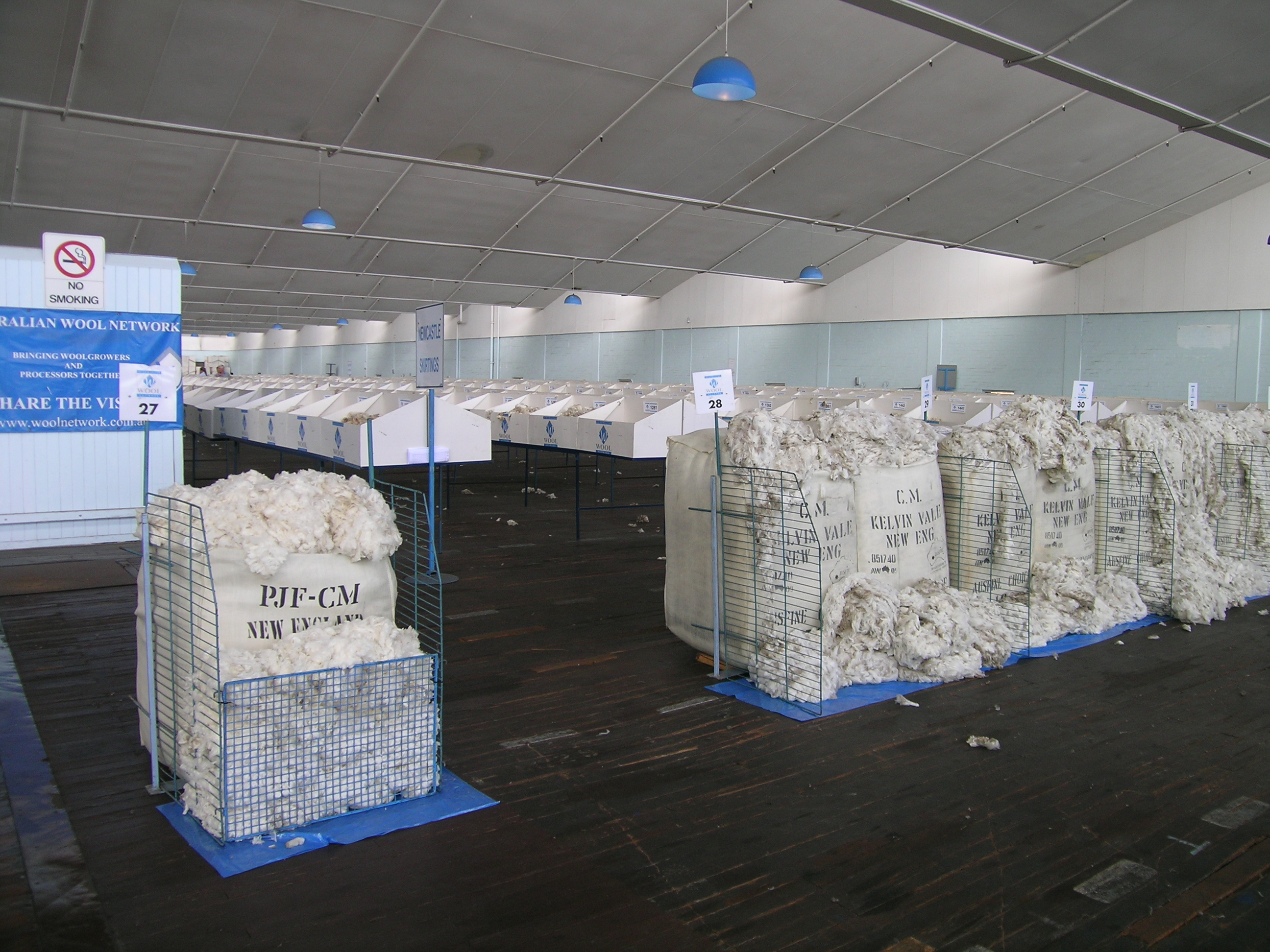
محل نگهداری پشم
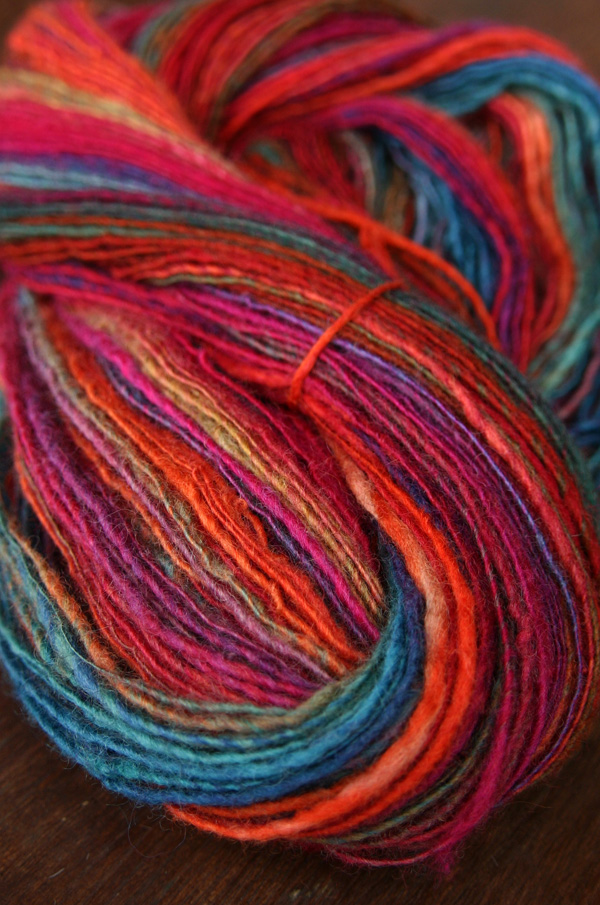
الیاف پشم
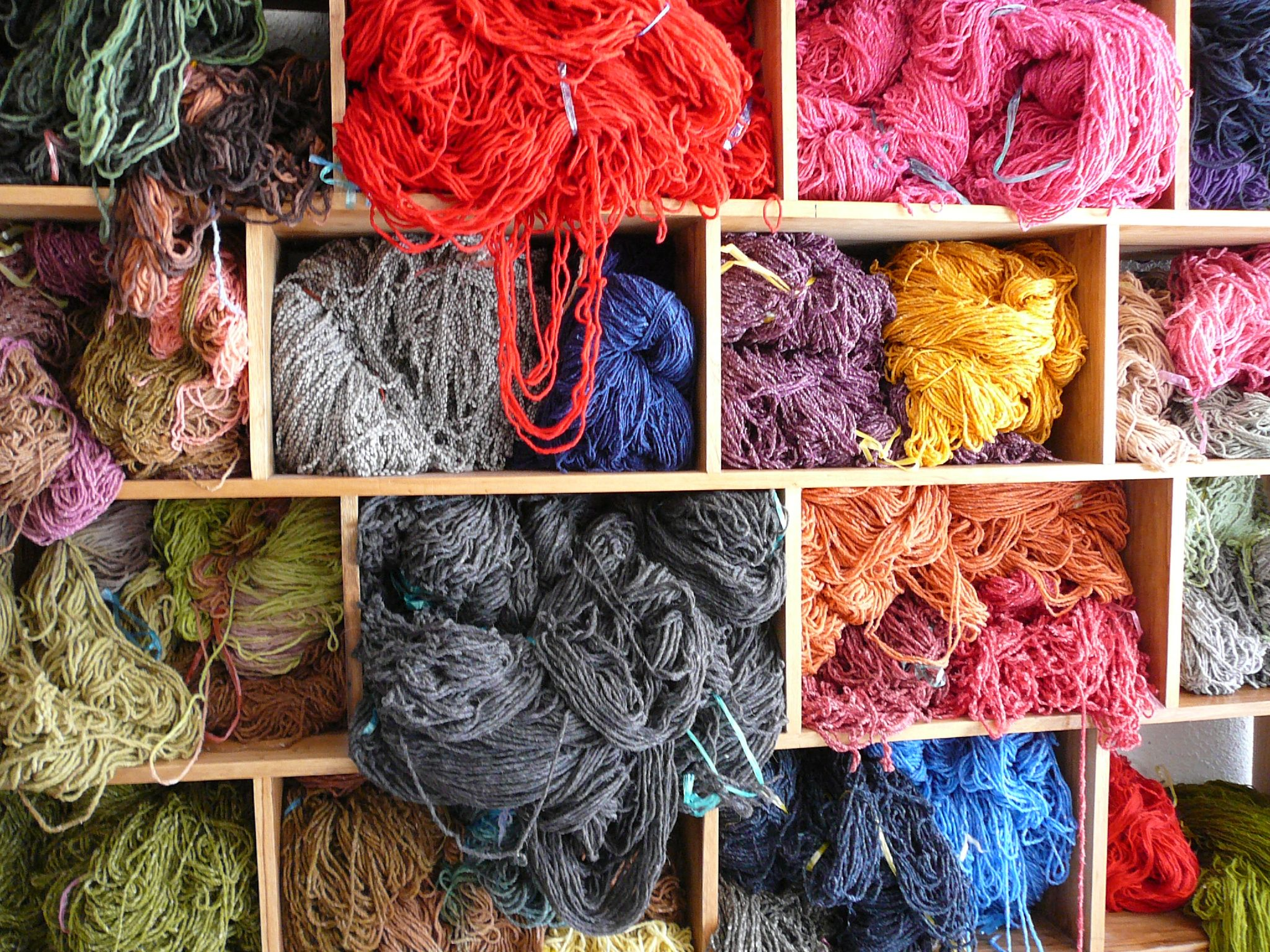
الیاف پشم
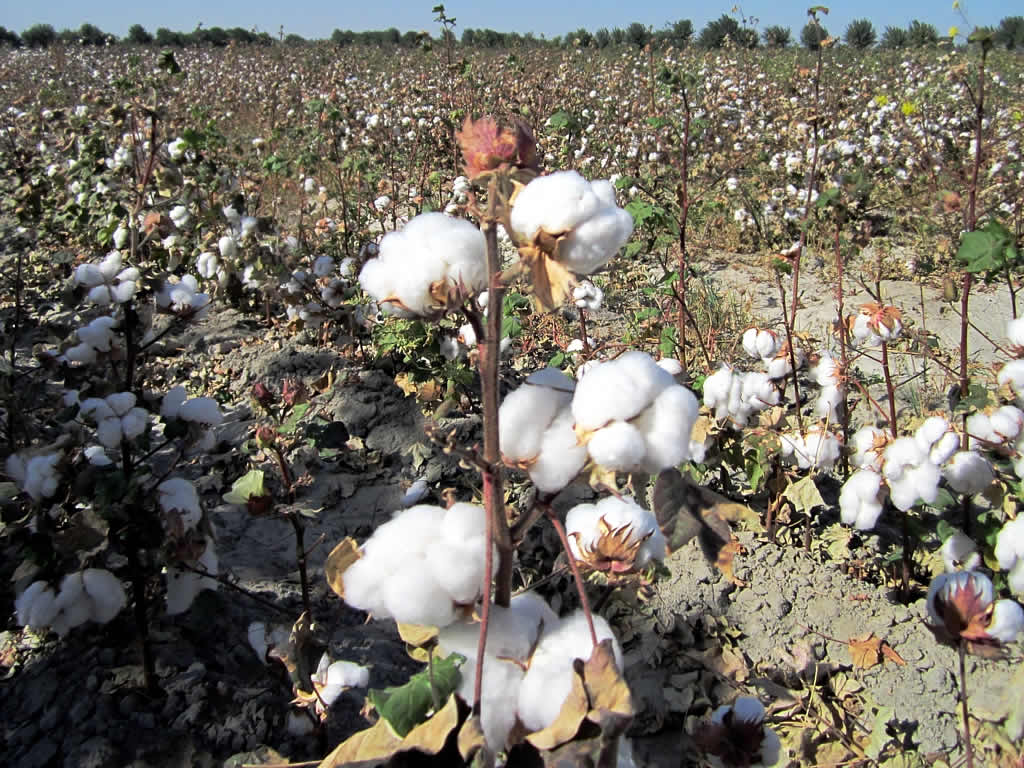
زمین کاشت پنبه
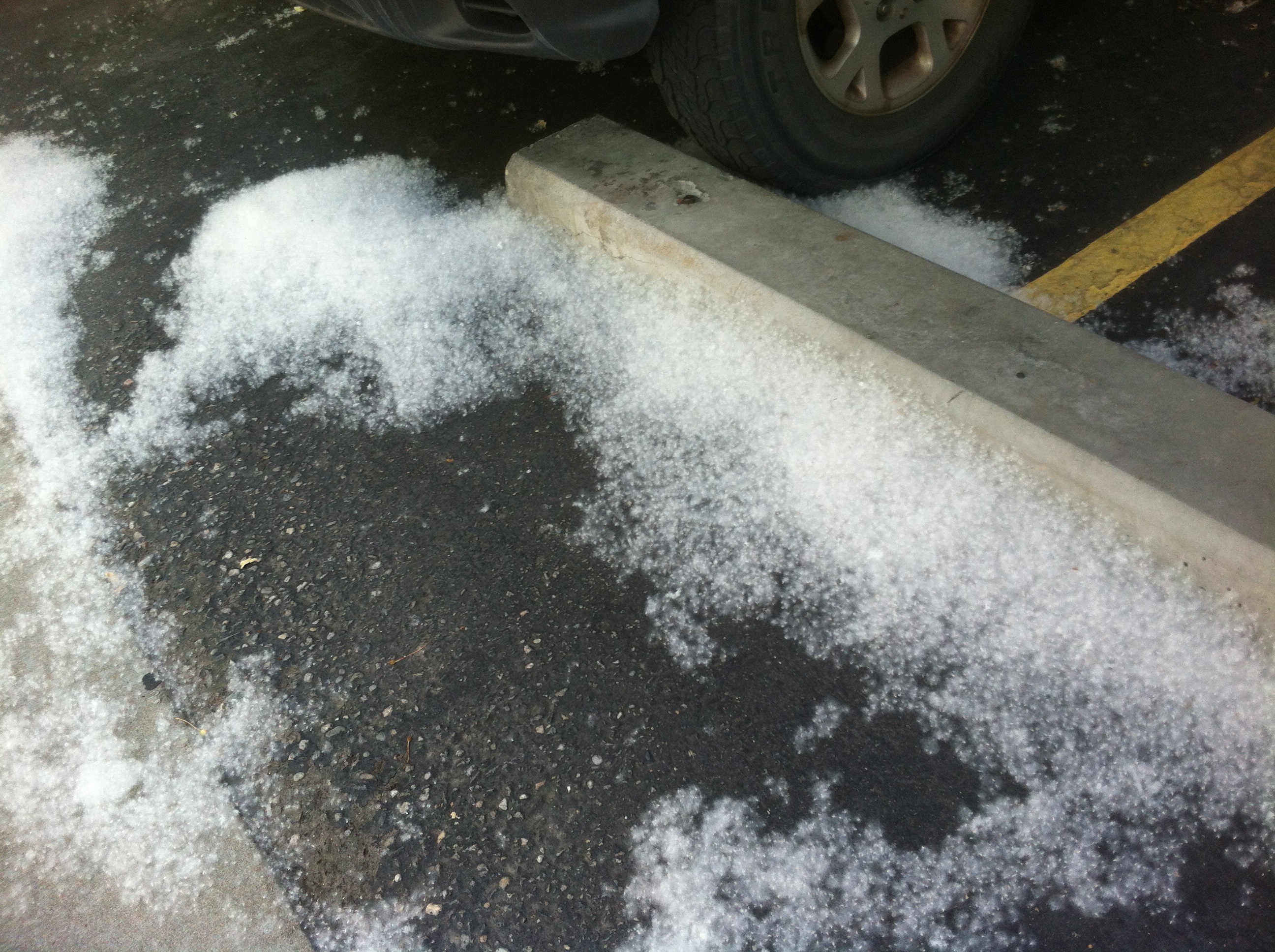
کرک پنبه
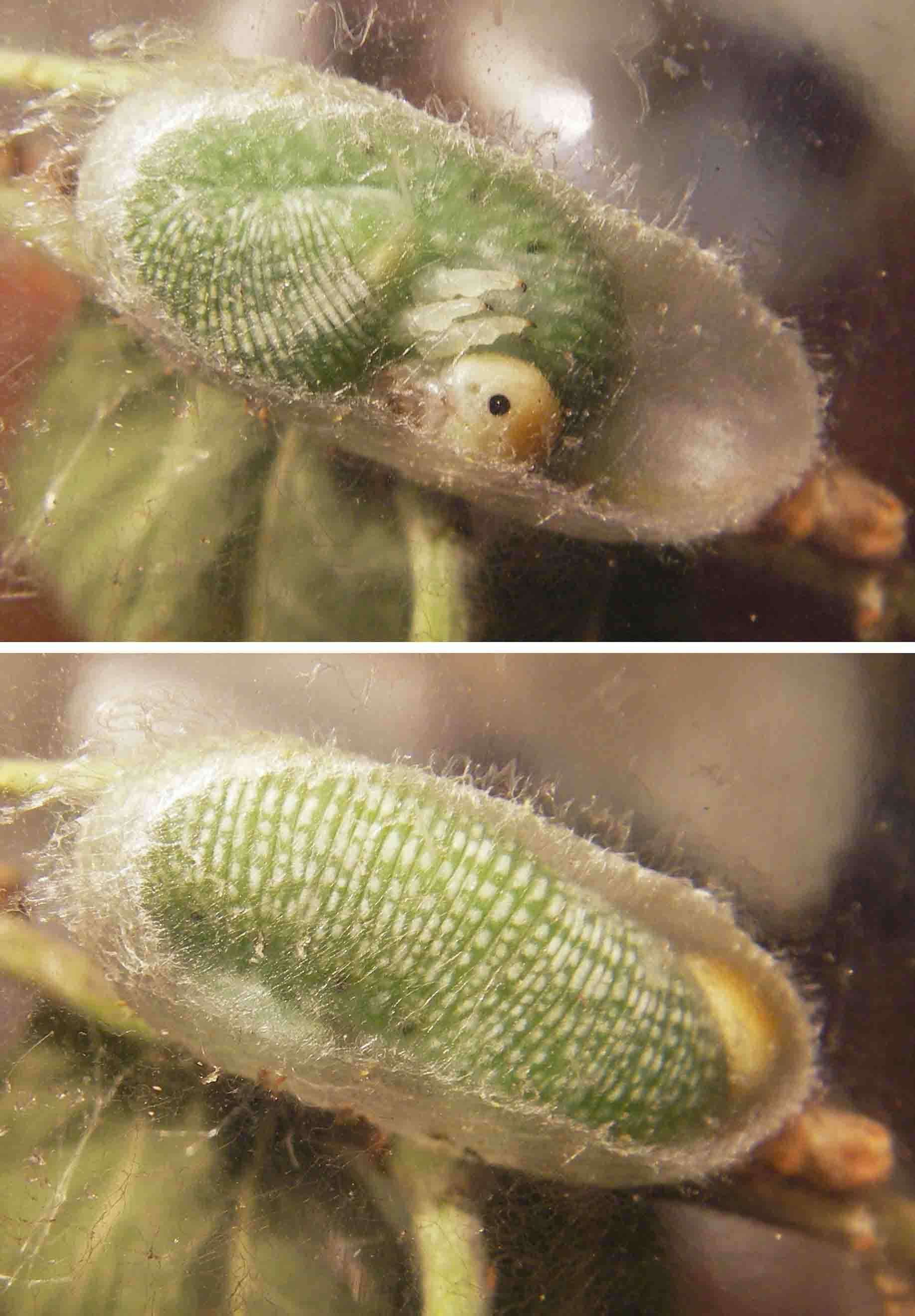
پیله کرم ابریشم
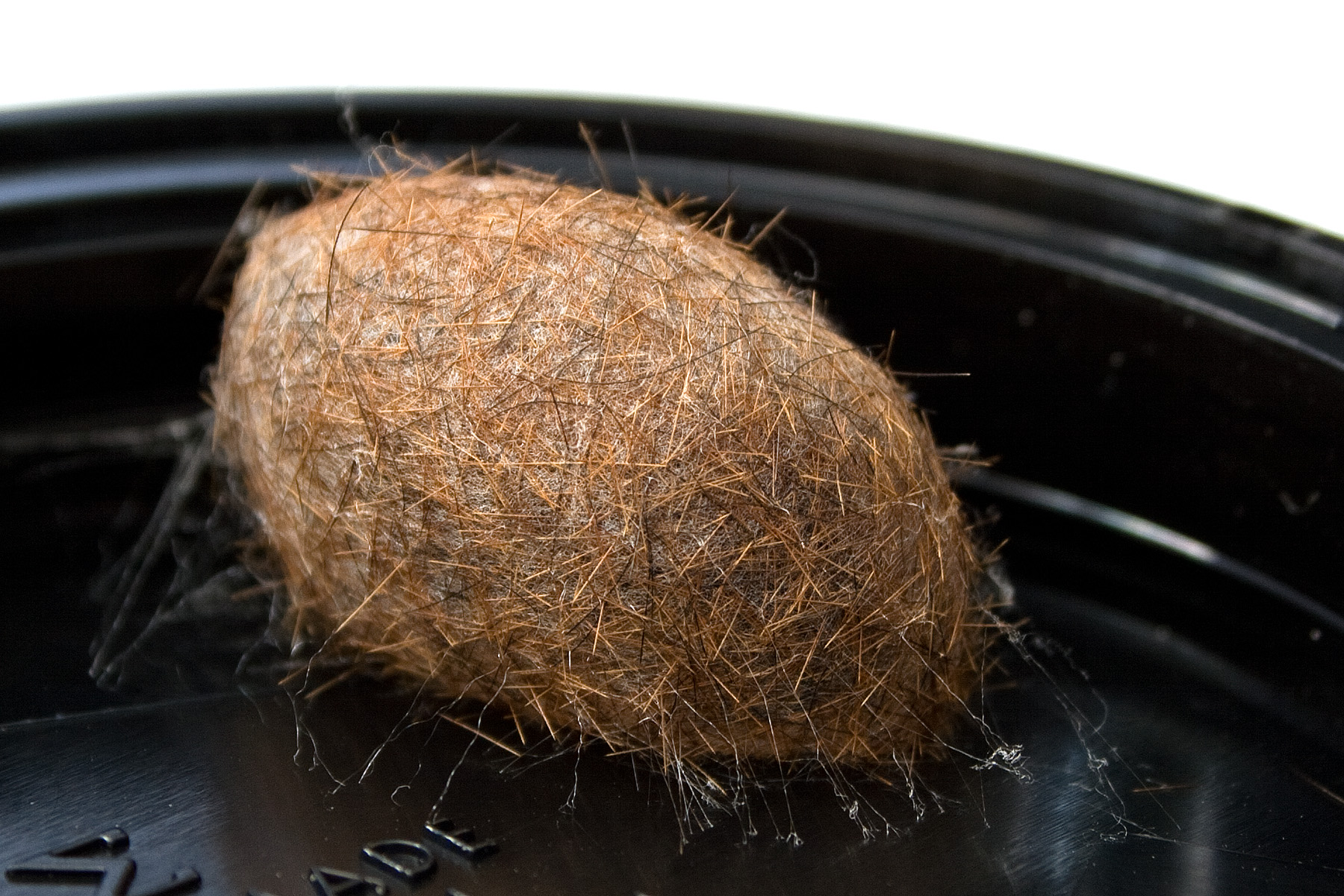
پیله
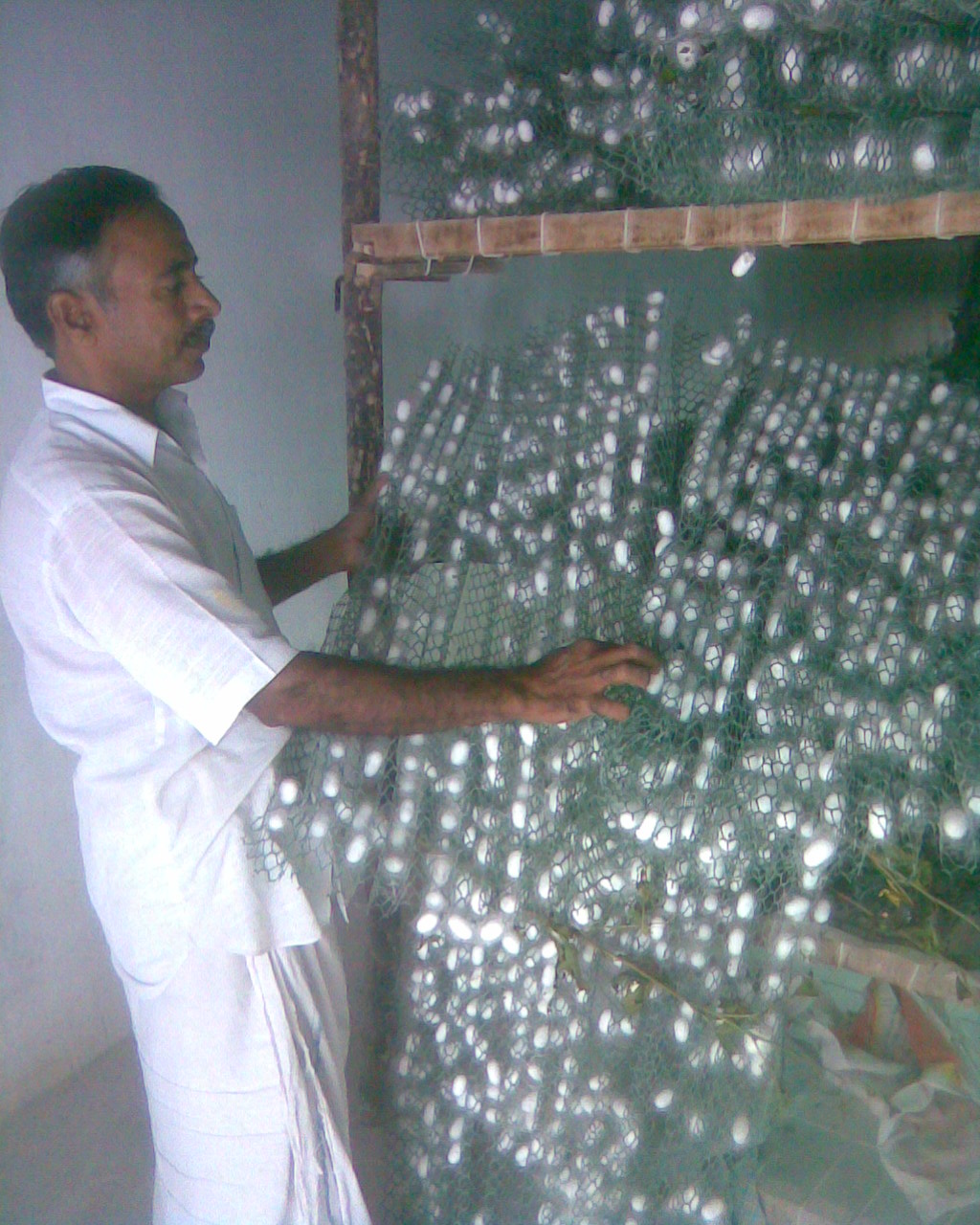
محل نگهداری پیله
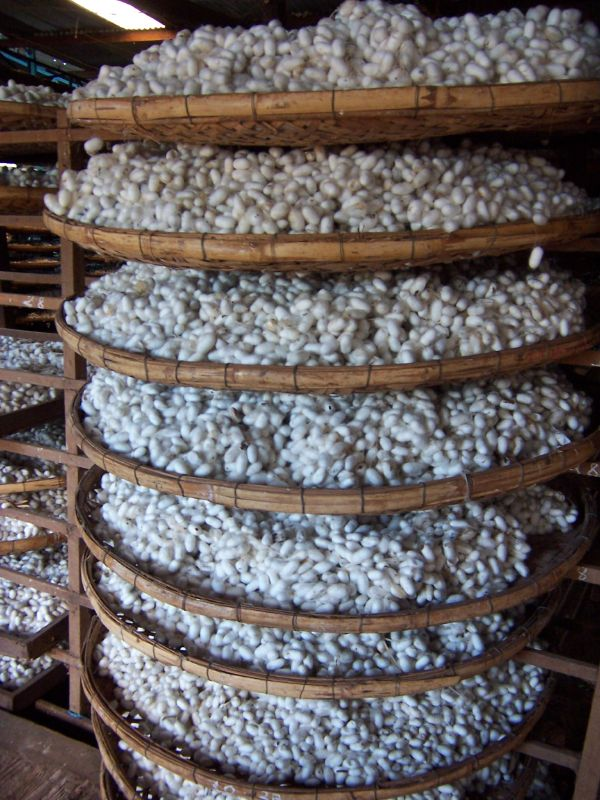
محل نگهداری پیله‌های کرم ابریشم